# Victor Antonio Tamayo Betancourt
Victor Antonio Tamayo Betancourt (* 20. Juli 1937 in Anori) ist ein kolumbianischer Geistlicher und emeritierter Weihbischof in Barranquilla.

## Leben
Der Bischof von Barranquilla, Germán Villa Gaviria CIM, spendete ihm am 20. Dezember 1964 die Priesterweihe für das Bistum Barranquilla.
Papst Johannes Paul II. ernannte ihn am 12. Dezember 2003 zum Weihbischof in Barranquilla und Titularbischof von Voncariana. Der Erzbischof von Barranquilla, Jesús Rubén Salazar Gómez, spendete ihm am 24. Januar  desselben Jahres die Bischofsweihe; Mitkonsekratoren waren Beniamino Stella, Apostolischer Nuntius in Kolumbien, und Hugo Eugenio Puccini Banfi (Opus Dei), Bischof von Santa Marta.
Am 14. November 2017 nahm Papst Franziskus seinen altersbedingten Rücktritt an.